# ایساو ۱۴۸۳۴

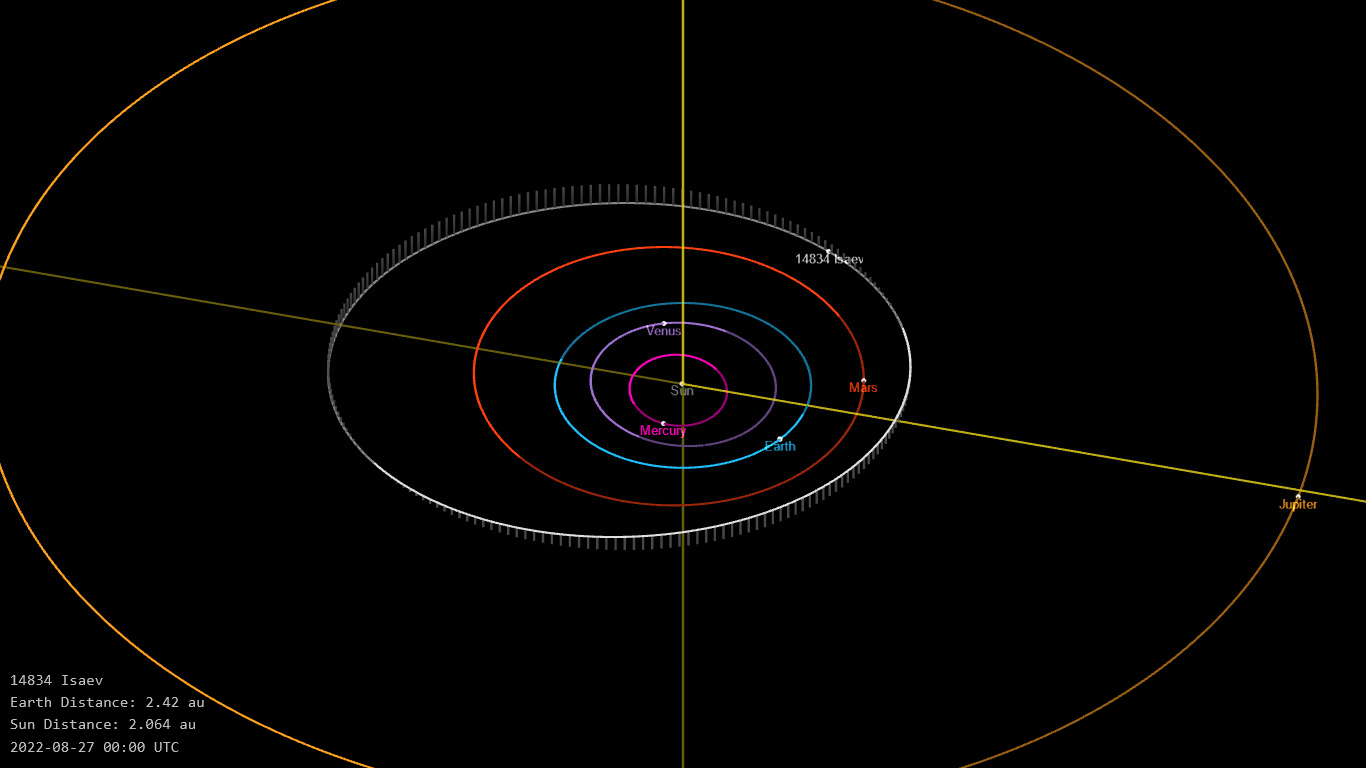
نمایی از محل قرارگیری سیارک ایساو ۱۴۸۳۴ در مدار – ۲۰۲۲

سیارک ۱۴۸۳۴ (به انگلیسی: 14834 Isaev، نامگذاری:1987SR17) چهارده هزار و هشتصد و سی و چهارمین سیارک کشف شده‌است که در ۱۷ سپتامبر ۱۹۸۷ کشف شد.
قدر مطلق سیارک برابر ۱۶.۲ است.